# Nikky Finney
Nikky Finney (nacida Lynn Carol Finney, Conway, Carolina del Sur, 26 de agosto de 1957) es una poeta estadounidense. Fue profesora de inglés de Guy Davenport en la Universidad de Kentucky durante veinte años. En 2013, aceptó un puesto en la Universidad de Carolina del Sur como John H. Bennett, Jr., Cátedra de Letras y Literatura del Sur. Alumna de Talladega College, y autora de cuatro libros de poesía y un ciclo de cuentos, Finney es un defensor de la justicia social y la preservación cultural. Sus premios incluyen el Premio Nacional del Libro 2011 por Head Off & Split.

## Biografía
Finney es hija de Ernest A. Finney, Jr., abogado de derechos civiles y juez presidente retirado del estado de Carolina del Sur, y Frances Davenport Finney, maestra de escuela primaria. El padre de Finney comenzó su carrera como abogado de derechos civiles y, en 1961, se desempeñó como Asesor Legal Principal de Friendship 9, estudiantes universitarios negros detenido y acusados cuando intentaban desegregacionar el comedor de McCrory en Rock Hill, Carolina del Sur. En 1994, Ernest Finney, Jr., fue designado por la Legislatura del Estado como el primer presidente de justicia afroamericano de Carolina del Sur desde la Reconstrucción. Los dos hermanos de Finney son abogados en Carolina del Sur: su hermano mayor, Ernest "Chip" Finney, III, elegido Abogado del Tercer Circuito Judicial, y su hermano menor, Jerry Leo Finney, en práctica privada en Columbia, SC.
Ambos padres de Finney fueron criados en la tierra de propiedad familiar: Justice Finney en una granja en Virginia y Frances Davenport Finney en una granja en Newberry, SC. Temas de la relación afroamericana con la tierra se puede encontrar a lo largo del trabajo de Finney. 
Educada primero en una escuela primaria católica, y luego en las escuelas públicas de Carolina del Sur durante la lucha por la integración, Finney estaba unida en su juventud con su abuela materna Beulah Lenorah Butler Davenport y por la inimitable constancia del mar cercano de Carolina del Sur. Un ratón de biblioteca en la infancia, compuso poesía y adquirió el apodo de "Nikky", probablemente en referencia al poeta Nikki Giovanni, quien más tarde se convertiría en un amigo y mentor. Graduada de Sumter High School en 1975, Finney se matriculó en Talladega College, una HBCU en Alabama, donde fue asesora de la poeta y ensayista Dra. Gloria Wade Gayles.
Después de estudiar con Howard Zehr y graduarse de Talladega College en 1979, Finney comenzó su carrera artística como fotógrafa. Finney se comprometió a documentar la trayectoria de las contribuciones afroamericanas a la creatividad y cultura estadounidense. En Alabama, Finney continuó avanzando como poeta autodidacta y artista creativa. 
Finney se matriculó en la Universidad de Atlanta, trabajando en el departamento de estudios afroamericanos, bajo la guía de los historiadores afroamericanos Richard Long y David Dorsey. Mientras estaba en Atlanta, Finney se unió al Colectivo de Escritura Pamoja, el taller de escritura comunitario dirigido por Toni Cade Bambara. Finney también se sumergió en el estudio de la poesía y las artes visuales del Movimiento de las Artes Negras. Finalmente, el bajo potencial para el trabajo creativo en los programas académicos hizo que Finney abandonara las limitaciones del estudio de posgrado y regresara a Talladega para trabajar como fotógrafa. Contratada como fotógrafa y reportera por Byllye Y. Avery, para el recién organizado Proyecto Nacional de Salud de las Mujeres Negras, con sede en Atlanta, Finney viajó a Nairobi, Kenia, para la Conferencia de Fin de la Década de las Mujeres en 1985, y cubrió la histórica conferencia de la ONU para el Proyecto Nacional de Salud de la Mujer Negra. 

## Carrera

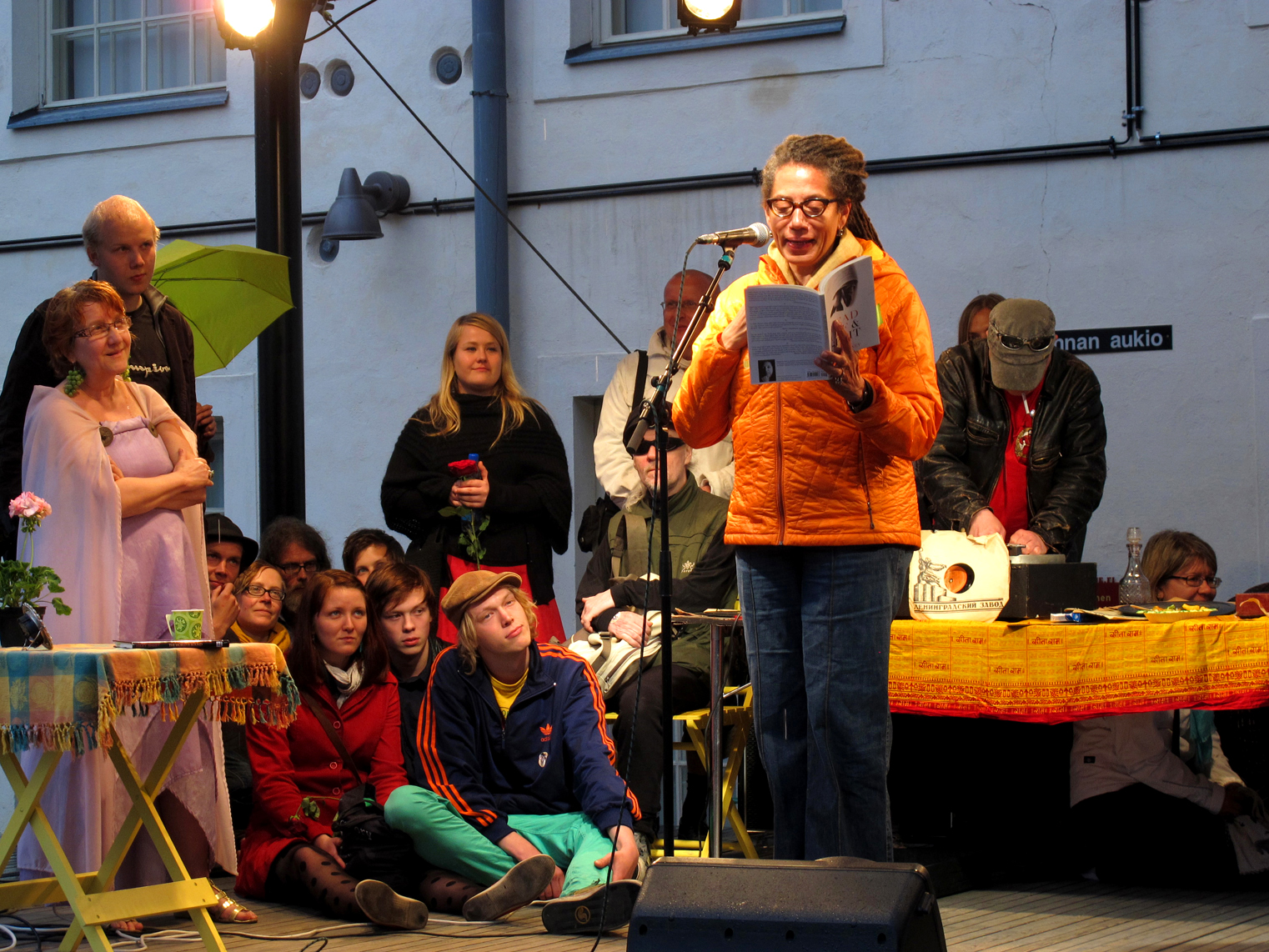
Finney leyendo en el festival de poesía Annikki en Tampere, Finlandia, el 9 de junio de 2012.

On Wings Made of Gauze, su primer libro de poemas, se completó en Atlanta. Eunice Riedel adquirió y editó On Wings Made of Gauze, que fue publicado por William Morrow, en 1985. 
Después de la publicación de su primer libro de poemas, Finney se mudó al área de la Bahía de San Francisco, donde se involucró con causas progresistas y continuó su trabajo independiente como poeta. Fue reclutada para un puesto de escritora visitante en el departamento de inglés de la Universidad de Kentucky (1989–90), por el novelista y poeta nacido en Carolina del Sur Percival Everett. En 1993, a Finney le ofrecieron un puesto permanente en dicha facultad. Su segundo libro de poesía, Rice, se completó en Lexington, Kentucky, y fue publicado en 1995 por SisterVisions, una imprenta canadiense. En 1997, Rice recibió un PEN American Open Book Award. Rice se destaca como el libro que le generó un grupo firma de seguidores. Su ciclo de historia Heartwood, diseñado para estudiantes de alfabetización, fue publicado en 1998 por la University Press de Kentucky. 
Finney renunció a la Universidad de Kentucky en 1999 para ocupar la Cátedra Goode en Humanidades en Berea College (fundada en 1855), la primera universidad interracial y mixta del sur de Estados Unidos. Después, regresa al Departamento de Inglés de la Universidad de Kentucky, y escribe su tercer libro de poesía de Finney, The World is Round, publicado por Inner Light Publishing en 2003. En 2005, se convirtió en profesora titular en el Departamento de Inglés de la Universidad de Kentucky. En 2006, fue nombrada Directora Interina del Programa de Estudios e Investigación Afroamericanos de la Universidad de Kentucky. Después de la publicación de The World is Round, Finney fue invitada a Smith College, en Northampton, Massachusetts, donde trabajó durante dos años como escritora en residencia de Grace Hazard Conkling, de 2007 a 2009.
Finney editó y escribió la introducción de The Ringing Ear: Black Poets Lean South, que fue publicada por la University of Georgia Press en 2007, bajo los auspicios de Cave Canem, una organización que trabaja para aumentar las oportunidades para los poetas afroamericanos. The Ringing Ear, con entradas seleccionadas y editadas por Finney, mostró el trabajo de cien poetas afroamericanos que son sureños o que escribieron sobre temas del sur.
El cuarto libro de poemas de Finney, Head Off & Split, fue publicado por Northwestern University Press en 2011. El 12 de octubre de 2011, Head Off & Split fue anunciado como finalista de los Premios Nacionales del Libro 2011, con Finney recibiendo el galardón por su libro de poesía, el 16 de noviembre de 2011. Su discurso de aceptación en la ceremonia de premiación, tocando temas sobre raza, lectura y escritura, fue catalogado por el presentador John Lithgow como "el mejor discurso de aceptación que he escuchado en mi vida".
Head Off & Split fue seleccionado como el Libro del Año 2015-16 por la Universidad de Maryland, College Park. Este trabajo ofrece una oportunidad para que los estudiantes y el profesorado profundicen en temas complejos utilizando un texto común. Finney también recibió el encargo de escribir un nuevo poema titulado "The Battle of and for the Black Face Boy" que se presentó a la comunidad del campus en octubre de 2015.
Finney es miembro fundadora de Affrilachian Poets, un colectivo de escritores con sede en Lexington, Kentucky. Ella ha servido en la facultad y la Junta de la Fundación Cave Canem, donde guía a poetas más jóvenes en el espíritu de su experiencia de mentoría. 

## Premios y honores
- 1999: Kentucky Arts Council, Al Smith Fellowship.
- 1999: Premio PEN / Beyond Margins, Rice, Nueva York.
- 2002: Salón de la fama para escritores de ascendencia africana, Chicago, Illinois.
- 2002: Doctorado Honorario en Humanidades, Universidad Claflin.
- 2004: Premios Benjamin Franklin (Asociación de libreros independientes), primer lugar en poesía, The World Is Round [El mundo es redondo].
- 2011: Premio Nacional del Libro de Poesía, Head Off y Split.[5]
- 2013: inducción a la Academia de Autores de Carolina del Sur.[17]

## Obras
- On Wings Made of Gauze [Sobre alas hechas de gasa], W. Morrow, 1985, ISBN 978-0-688-04796-2.
- Rice, Sister Vision, 1995, ISBN 978-0-920813-21-8.
- Heartwood. University Press of Kentucky. 1997. ISBN 978-0-8131-0910-7.
- The World is Round, InnerLight Pub., 2003, ISBN 978-0-9714890-4-2.
- Head Off & Split: Poems, Northwestern University Press, 2011, ISBN 978-0-8101-5216-8.
- Lovechild’s Hot Bed of Occasional Poetry: Poems and Artifacts [El lecho caliente de poesía ocasional de Lovechild: poemas y artefactos], Northwestern University Press, 2020.[18]

### Como editora
- The Ringing Ear: Black Poets Lean South. University of Georgia Press. 2007. ISBN 978-0-8203-2926-0.